# Liste der Biografien/Rosi
Liste der Biografien |
Portal Biografien |
Personensuche
# |
A |
B |
C |
D |
E |
F |
G |
H |
I |
J |
K |
L |
M |
N |
O |
P |
Q |
R |
S |
T |
U |
V |
W |
X |
Y |
Z |
?
 
Ra |
Rb |
Rd |
Re |
Rh |
Ri |
Rj |
Rk |
Rl |
Rm |
Rn |
Ro |
Rr |
Rs |
Rt |
Ru |
Rv |
Rw |
Rx |
Ry |
Rz
 
Roa |
Rob |
Roc |
Rod |
Roe |
Rof |
Rog |
Roh |
Roi |
Roj |
Rok |
Rol |
Rom |
Ron |
Roo |
Rop |
Roq |
Ror |
Ros |
Rot |
Rou |
Rov |
Row |
Rox |
Roy |
Roz 
 
Rosa |
Rosb |
Rosc |
Rosd |
Rose |
Rosh |
Rosi |
Rosj |
Rosk |
Rosl |
Rosm |
Rosn |
Roso |
Rosp |
Rosq |
Ross |
Rost |
Rosu |
Rosv |
Rosw |
Rosy |
Rosz 
Die Liste der Biografien führt alle Personen auf, die in der deutschsprachigen Wikipedia einen Artikel haben. Dieses ist eine Teilliste mit 121 Einträgen von Personen, deren Namen mit den Buchstaben „Rosi“ beginnt.

## Rosi
- Rosi, Aleandro (* 1987), italienischer Fußballspieler
- Rosi, Ezio (1881–1963), italienischer General, Chef des Generalstabes
- Rosi, Fabio (* 1964), italienischer Filmregisseur und Drehbuchautor
- Rosi, Francesco (1922–2015), italienischer Filmregisseur und DrehbuchautorFrancesco Rosi (1922–2015)

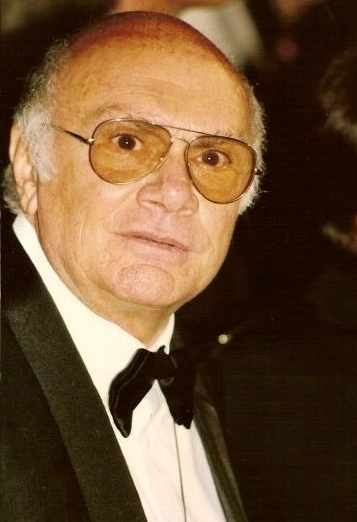
Francesco Rosi (1922–2015)

- Rosi, Gianfranco (* 1957), italienischer Boxweltmeister
- Rosi, Gianfranco (* 1964), italienischer Filmregisseur, Filmproduzent, Kameramann und Drehbuchautor
- Rosi, Oskar (1922–2010), deutscher Künstler
- Rosi, Stelvio (1938–2018), italienischer Schauspieler

### Rosia
- Rosiak, Aleksandra (* 1997), polnische Handballspielerin
- Roșianu, Ana (* 1993), rumänische Sprinterin
- Roșianu, Mihail (1900–1973), rumänischer Politiker (PCdR, PMR, PCR), Diplomat

### Rosic
- Rosić, Đoko (1932–2014), serbisch-bulgarischer Schauspieler
- Rosić, Nikola (* 1984), serbischer Volleyballspieler
- Rosić, Varnava (1880–1937), Patriarch der Serbisch-Orthodoxen Kirche (1930–1937)
- Rosická, Radka (* 1981), tschechisches Model und Fernsehmoderatorin
- Rösicke, Adolf (1829–1891), deutscher Schauspieler und Theaterdirektor
- Rösicke, Dietmar (* 1959), deutscher Handballtrainer
- Rösicke, Eduard Karl (1789–1837), deutscher Schauspieler, Komiker und Theaterregisseur
- Rošický, Evžen (1914–1942), tschechoslowakischer Leichtathlet, Sportjournalist und Widerstandskämpfer
- Rosický, Jiří (* 1977), tschechischer Fußballspieler
- Rosický, Tomáš (* 1980), tschechischer FußballspielerTomáš Rosický (* 1980)

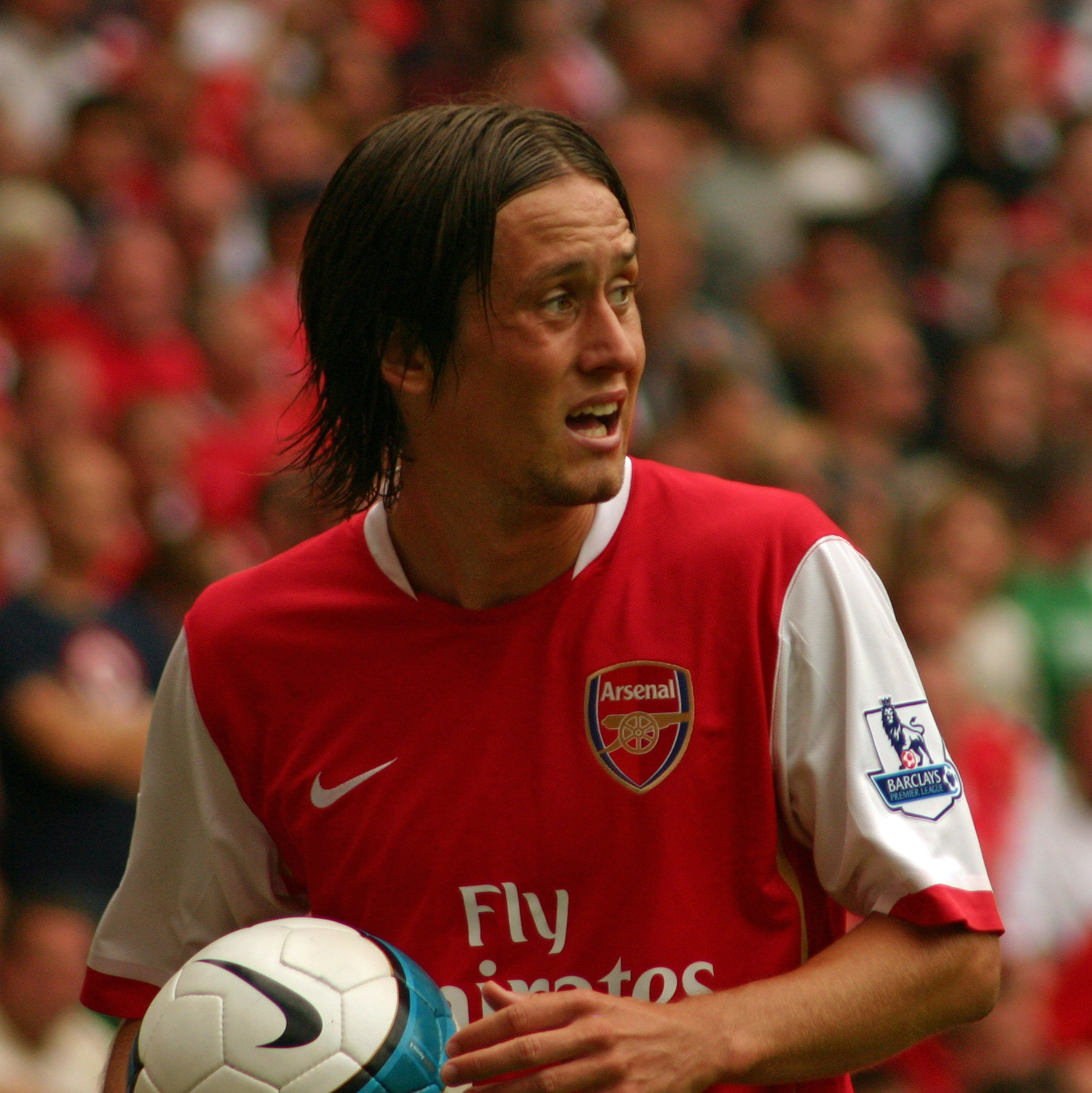
Tomáš Rosický (* 1980)

- Rosický, Vojtěch (1880–1942), tschechoslowakischer Mineraloge, Hochschullehrer und Widerstandskämpfer gegen die deutschen Besetzer

### Rosie
- Rosie, Ntjam (* 1983), niederländisch-kamerunische Sängerin und Songschreiberin
- Rosié, Paul (1910–1984), deutscher Schriftsteller und Grafiker
- Rosié, Thomas (1942–2024), deutscher Kameramann und Autor
- Rosier, Amédée (1831–1898), französischer Maler
- Rosier, Carl, wallonischer Komponist
- Rosier, David (* 1973), französischer Drehbuchautor und Filmproduzent
- Rosier, Jean-Louis (1925–2011), französischer Autorennfahrer
- Rosier, Joseph (1870–1951), US-amerikanischer Politiker
- Rosier, Joseph-Bernard (1804–1880), französischer Dramatiker, Vaudevillist und Librettist
- Rosier, Louis (1905–1956), französischer Motorrad- und Automobilrennfahrer
- Rosier, Mathilde (* 1973), französische bildende Künstlerin
- Rosier, Valentin (* 1996), französischer Fußballspieler
- Rosiers, Roger (* 1946), belgischer Radrennfahrer

### Rosig
- Rosig, Erich (1894–1944), deutscher Politiker (NSDAP), MdL
- Rösiger, Marion, deutsche Kanutin

### Rosik
- Rosik, Martin (1901–1955), deutscher Politiker (SPD), MdL
- Rosik, Moritz (* 1993), deutscher Boulespieler

### Rosil
- Rosily-Mesros, François Étienne de (1748–1832), französischer Admiral unter Napoléon Bonaparte

### Rosim
- Rosimond († 1686), französischer Schauspieler

### Rosin
- Rosin, Armin (* 1939), deutscher Musikwissenschaftler, Musiker und Dirigent
- Rosin, Berta (1874–1942), Schweizer Pädagogin und Schriftstellerin
- Rosin, Daniel (* 1980), deutscher Fußballspieler
- Rosin, David (1823–1894), jüdischer Theologe
- Rosin, Dennis (* 1996), deutscher Fußballspieler
- Rosin, Frank (* 1966), deutscher KochFrank Rosin (* 1966)

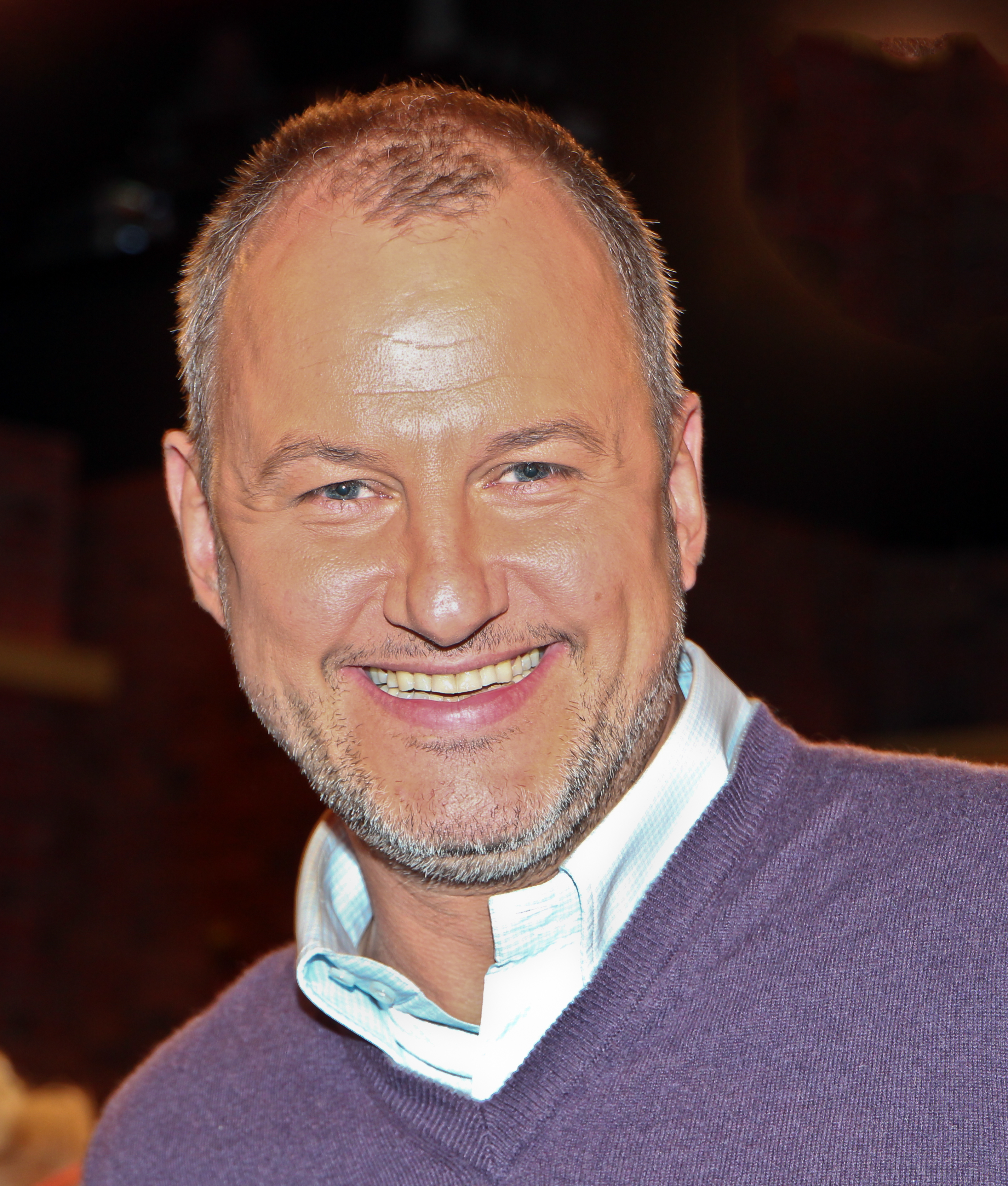
Frank Rosin (* 1966)

- Rosin, Hanna (* 1970), US-amerikanische Journalistin und Autorin
- Rosin, Harry (* 1943), deutscher Mediziner
- Rosin, Heinrich (1855–1927), deutscher Rechtsgelehrter
- Rosin, Heinrich (1863–1934), deutscher Mediziner
- Rosin, Katja (* 1980), deutsche Schauspielerin, Sprecherin und Theaterpädagogin
- Rosin, Marion (* 1969), deutsche Pädagogin und Politikerin (CDU), MdL
- Rosin, Paul (1890–1967), deutscher Ingenieur, Hochschullehrer und Unternehmer
- Rosin, Semjon (* 1951), belarussischer Badmintonspieler
- Rosin, Sergei Wladimirowitsch (* 1977), russischer Eishockeyspieler
- Rosin, Volker (* 1956), deutscher Liedermacher
- Rosina, Alessandro (* 1984), italienischer Fußballspieler
- Rosina, Štefan (* 1987), slowakischer Automobilrennfahrer
- Rosindale, Lois (* 1990), englische Triathletin
- Rosine von Baden (1487–1554), badische markgrafliche Prinzessin
- Rösing, Bernhard (1869–1947), deutscher Marineoffizier
- Rosing, Bodil (1876–1941), dänisch-amerikanische Schauspielerin
- Rosing, Boris Lwowitsch (1869–1933), russischer Physiker, Ingenieur und Pionier im Bereich des Fernsehens
- Rosing, Christian (1866–1944), grönländischer Missionar
- Rosing, David (1906–1989), grönländischer Landesrat
- Rosing, Emil (1939–2010), grönländischer Lehrer, Museumsdirektor, Künstler und Kommunalpolitiker (Siumut)
- Rösing, Friedrich Wilhelm (* 1944), deutscher Anthropologe
- Rösing, Fritz (1874–1970), deutscher Heeresoffizier, Stahlhelmfunktionär und Kommunalpolitiker (DNVP, NSDAP)
- Rosing, Hans Pavia (1948–2018), grönländischer Politiker (Siumut)
- Rösing, Hans-Rudolf (1905–2004), deutscher Marineoffizier und U-Bootkommandant im Zweiten WeltkriegHans-Rudolf Rösing (1905–2004)

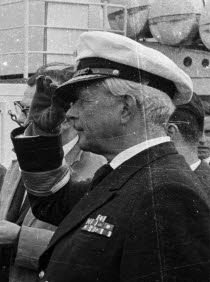
Hans-Rudolf Rösing (1905–2004)

- Rösing, Helmut (* 1943), deutscher Musikwissenschaftler
- Rösing, Ina (1942–2018), deutsche Kulturanthropologin und Ethnologin
- Rosing, Jens (1900–1944), grönländischer Landesrat
- Rosing, Jens (1925–2008), grönländischer Schriftsteller, Künstler, Regisseur, Rentierzüchter, Expeditionsteilnehmer und Museumsleiter
- Rösing, Johannes (1793–1862), deutscher Kaufmann und Bremer Politiker, MdBB
- Rösing, Johannes (1833–1909), deutscher Rechtsanwalt, Redakteur und Diplomat
- Rösing, Johannes (1866–1953), amerikanisch-deutscher Jurist, Mitglied der Bremischen Bürgerschaft
- Rösing, Josef (1911–1983), deutscher Politiker (Zentrum, CDU), MdB
- Rosing, Kâle (1911–1974), grönländischer Künstler
- Rosing, Karl (* 1878), grönländischer Landesrat
- Rosing, Karoline (1842–1901), grönländische Hebamme und Übersetzerin
- Rosing, Katharina (1870–1956), deutsche Konzert- und Opernsängerin (Sopran)
- Rosing, Lars (* 1972), grönländischer Schauspieler
- Rosing, Michael (* 1968), grönländischer Politiker und Lehrer
- Rosing, Minik (* 1957), grönländischer Geologe
- Rosing, Nikolaj (1903–1968), grönländischer Kaufmann und Landesrat
- Rosing, Nikolaj (1912–1976), grönländischer Politiker, Lehrer, Übersetzer und Schriftsteller
- Rosing, Nivi (* 2003), grönländische Politikerin (Inuit Ataqatigiit)
- Rosing, Norbert (* 1953), deutscher Natur- und Tierfotograf
- Rosing, Otto (1896–1965), grönländischer Schriftsteller, Pastor, Maler und Bildhauer
- Rosing, Otto (* 1967), grönländischer Regisseur
- Rosing, Peter (1871–1938), grönländischer Künstler und Landesrat
- Rosing, Peter (1892–1965), grönländischer Pastor und Maler
- Rosing, Peter Frederik (1940–2011), grönländischer Journalist, Intendant, Schriftsteller und Übersetzer
- Rosing, Ulrik (1928–2006), grönländischer Journalist und Politiker
- Rosing, Wladimir Sergejewitsch (1890–1963), russisch-amerikanischer Operntenor und Bühnendirektor
- Rosing-Petersen, Per (* 1961), grönländischer Politiker
- Rosinger, Bernd (* 1989), deutscher Fußballspieler
- Rösinger, Christiane (* 1961), deutsche Musikerin und JournalistinChristiane Rösinger (* 1961)

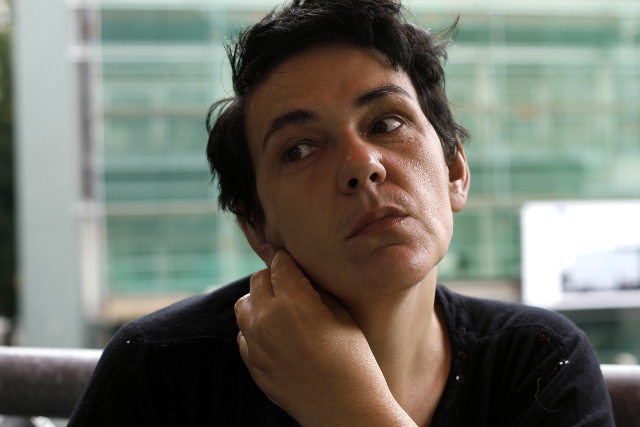
Christiane Rösinger (* 1961)

- Rösingh, Willy (1900–1976), niederländischer Ruderer
- Rosinha de Valença (1941–2004), brasilianische Gitarristin, Sängerin und Komponistin
- Rosinke, Anton (1881–1937), deutscher Anarchosyndikalist
- Rosino, Leonida (1915–1997), italienischer Astronom
- Rosiński, Grzegorz (* 1941), polnischer Comiczeichner
- Rosinski, Herbert (1903–1962), deutsch-US-amerikanischer Marinehistoriker
- Rosinski, Johanna (* 1894), deutsche Filmeditorin
- Rosinski, José (1936–2011), französischer Autorennfahrer und Journalist
- Rosinski, Stefan (* 1961), deutscher Regisseur für Musiktheater, Dramaturg und Kulturmanager
- Rosiński, Tomasz (* 1984), polnischer Handballspieler
- Rosinus, Bartholomäus († 1586), lutherischer Theologe
- Rosinus, Fritz, deutscher Tischtennisspieler und -funktionär
- Rosinus, Johannes (1551–1626), deutscher Theologe und Antiquar
- Rosinus, Stephan (1470–1548), deutscher Humanist, Hochschullehrer und Diplomat
- Rosiny, Claudia (* 1960), deutsch-schweizerische Tanz- und Medienwissenschaftlerin, Festivalleiterin und Kulturmanagerin
- Rosiny, Nikolaus (1926–2011), deutscher Architekt

### Rosit
- Rositi, Ak Hafiy Tajuddin (* 1991), bruneiischer Sprinter

### Rosiu
- Rosius Regulus, römischer Suffektkonsul 69
- Rosius, Jakob (1598–1676), deutscher Astronom, Mathematiker, Lehrer und Theologe
- Rosius, Rani (* 2000), belgische Sprinterin

### Rosiw
- Rosiwal, August (1860–1923), österreichischer Geologe